# 本鄉通
本鄉通（本郷通り，Hongou Street）是由日本東京都一條由北區瀧野川通至千代田區神田錦町的道路。街名源自途中通過的文京區本鄉。
本鄉通是江戶時代整備的日光街道脇街道，為德川將軍家前往日光東照宮參拜的街道。本鄉追分（文京區彌生一丁目）與中山道分岐，在幸手宿與日光街道匯合。也稱「日光御成道」與「岩槻街道」。
全線屬於東京都市計畫道路幹線街路放射第10號線一部分。

## 法定名稱
| 東京都道403號標識 | 國道17號標識 | 東京都道455號標識 |

本鄉通由以下的國道、都道組成：
1. 北區瀧野川～文京區彌生：東京都道455号本郷赤羽線（日语：東京都道455號本鄉赤羽線）
2. 文京區弥生～文京區湯島：國道17號
3. 文京區湯島～千代田區神田錦町：東京都道403號大手町湯島線

另外，千代田區神田錦町以南為日比谷通。

## 著名地點
- 飛鳥山公園
- 財務省造幣局
- 舊古河庭園
- 東大赤門
- 東大正門
- 聖橋

## 與本鄉通連接、交會的主要道路
- 明治通（國道122號）：北區瀧野川（飛鳥山交差點）
- 不忍通（東京都道437號秋葉原雜司谷線）：文京區本駒込（上富士前交差點）
- 東京都道458號白山小台線（日语：東京都道458号白山小台線）：文京區本駒込（駒本小學校前交差點）
- 東京都道452號神田白山線（日语：東京都道452号神田白山線）：文京區向丘（向丘二丁目交差點）
- 國道17號：文京區彌生（東京大學農學部正門前）
- 言問通（日语：言問通り）（東京都道319號環狀三號線（日语：東京都道319号環状三号線））：文京區本鄉（本號彌生交差點）
- 春日通（國道254號、東京都道453號本鄉龜戶線）：文京區本鄉（本鄉三丁目交差點）
- 藏前橋通（日语：蔵前橋通り）：文京區湯島（足球博物館（サッカーミュージアム）入口交差點）
- 國道17號：文京區湯島（御茶之水飯店（お茶の水イン）前）
- 外堀通（東京都道405號外濠環狀線）：文京區湯島（聖橋；構造上的交差，無實際連接）
- 靖國通（東京都道302號新宿兩國線）：千代田區神田小川町（小川町交差點）
- 首都高速道路都心環狀線：千代田區神田錦町（神田橋交差點）

## 與本鄉通連接的車站、路線
- 王子站（JR京濱東北線、東京地下鐵南北線）
- 飛鳥山站（都電荒川線）
- 西原站（東京地下鐵南北線）
- 駒込站（JR山手線、東京地下鐵南北線）
- 本駒込站（東京地下鐵南北線）
- 東大前站（東京地下鐵南北線）
- 本鄉三丁目站（東京地下鐵丸之內線）
- 御茶之水站（JR中央線、中央、總武緩行線、東京地下鐵丸之內線）
- 新御茶之水站（東京地下鐵千代田線）
- 小川町站（新宿線）